# Centrum Spotkania Kultur w Lublinie

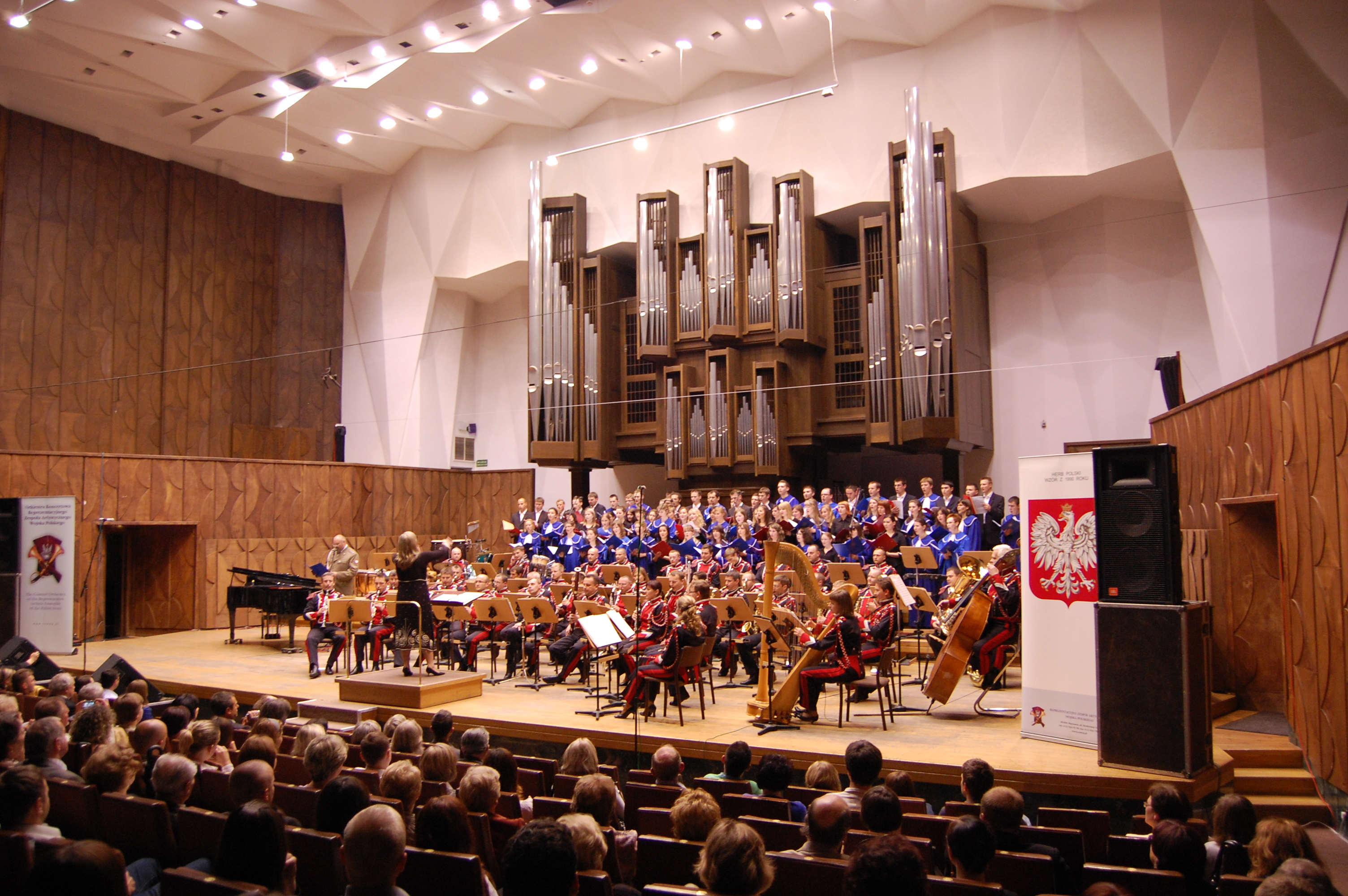
Koncert w sali koncertowej Filharmonii Lubelskiej

Centrum Spotkania Kultur (CSK) – instytucja kultury w Lublinie. Budowa siedziby CSK rozpoczęła się w 1974, a jej uroczyste zakończenie miało miejsce 22 listopada 2015.

## Historia
Historia Centrum Spotkania Kultur sięga roku 1974, kiedy w Lublinie rozpoczęto budowę teatru i filharmonii, mających mieścić się w pokaźnym obiekcie zajmującym docelowo trzy sale widowiskowe o łącznej liczbie około 2300 miejsc. Początkowy zamysł autorstwa między innymi ówczesnego dyrektora Teatru Osterwy w Lublinie Kazimierza Brauna zakładał powstanie niewielkiego teatru, ale w nowoczesnym – jak na ówczesne czasy PRL – stylu. Jednak wskutek decyzji podjętych w PZPR oraz warszawskich planistów zdecydowano się na budowę zdecydowanie większego gmachu. Projektantem został Stanisław Bieńkuński. Decyzję o budowie władze podjęły w 1972 roku, a budowa ruszyła właśnie w 1974.
Powierzchnia teatru przekracza 10 tysięcy metrów kwadratowych. Miało tam powstać centrum telewizyjno-teatralne, opera i pomieszczenia dla instytucji kulturalnych. Budowę jednak szybko przerwano i dlatego budynek otrzymał nazwę „Teatru w Budowie”. Przez wiele lat budynek stał niedokończony. Miasto nie otrzymało odpowiednich dotacji finansowych i w latach 80. oraz 90. środki z budżetu państwa wykorzystywane były w większości na utrzymywanie i zabezpieczanie realizowanego obiektu. W latach 1996–2000 ukończono remont części gmachu i przeniesiono lubelski Teatr Muzyczny oraz Lubelską Filharmonię. Część pomieszczeń od strony ulicy Grottgera zaadaptowano na sale ćwiczeniowe Uniwersytetu Marii Curie-Skłodowskiej w Lublinie.

## Nowy gmach
Na przełomie października i listopada 2012 przystąpiono do rozbiórki części nieużytkowej gmachu, celem budowy w jej miejsce Centrum Spotkania Kultur. Koniec budowy zaplanowano na 2015 rok. CSK uznano za priorytetową inwestycję kulturalną w Lublinie, a jej założenia programowe opracował związany z Teatrem NN Tomasz Pietrasiewicz. W tej instytucji kultury pozostaną sale Teatru Muzycznego i Filharmonii Lubelskiej, ale powstanie także nowa sala teatralna na 1000 miejsc. Ponadto w gmachu znajdą się sale seminaryjne, konferencyjne, galeria sztuki, multimedialna biblioteka, sale klubowe oraz restauracje. Na dachu powstały zielone ogrody.
22 listopada 2015 odbyło się uroczyste zakończenie budowy połączone z widowiskiem multimedialnym „Upadek Muru Lubelskiego” i odsłonięciem tablicy z nazwą Placu Teatralnego. Plac powstały po rozbiórce ogrodzenia budowy ma ok. 2,5 tys. m², oddziela centrum Lublina od miasteczka akademickiego i ma pełnić te same funkcje, co CSK.
Według wstępnych założeń instytucja ma być otwarta na małe miasteczka i młodzież, a jej misyjną działalnością ma być w dużej mierze edukacja kulturalna. CSK ma pomóc budować wizerunek Lublina i regionu w oparciu o ekologię, o kulturę bycia we współczesnym świecie i kulturę jego rozumienia. Pietrasiewicz postulował stworzenie medialabu, w którym młodzież będzie mogła eksperymentować z nowoczesną technologią. Instytucja ma być także miejscem, które przyciągnie różne środowiska: od Orkiestry św. Mikołaja, przez fanów fantastyki ze Stowarzyszenia Cytadela Syriusza, nowy cyrk, artystów graffiti i hiphopowców, szachistów, aż po kino niezależne. Lubelskie centrum ma być otwarte także na inne spektakle, wystawy czy festiwale.